# シャーマン将軍の木

根元にいる人が見上げている

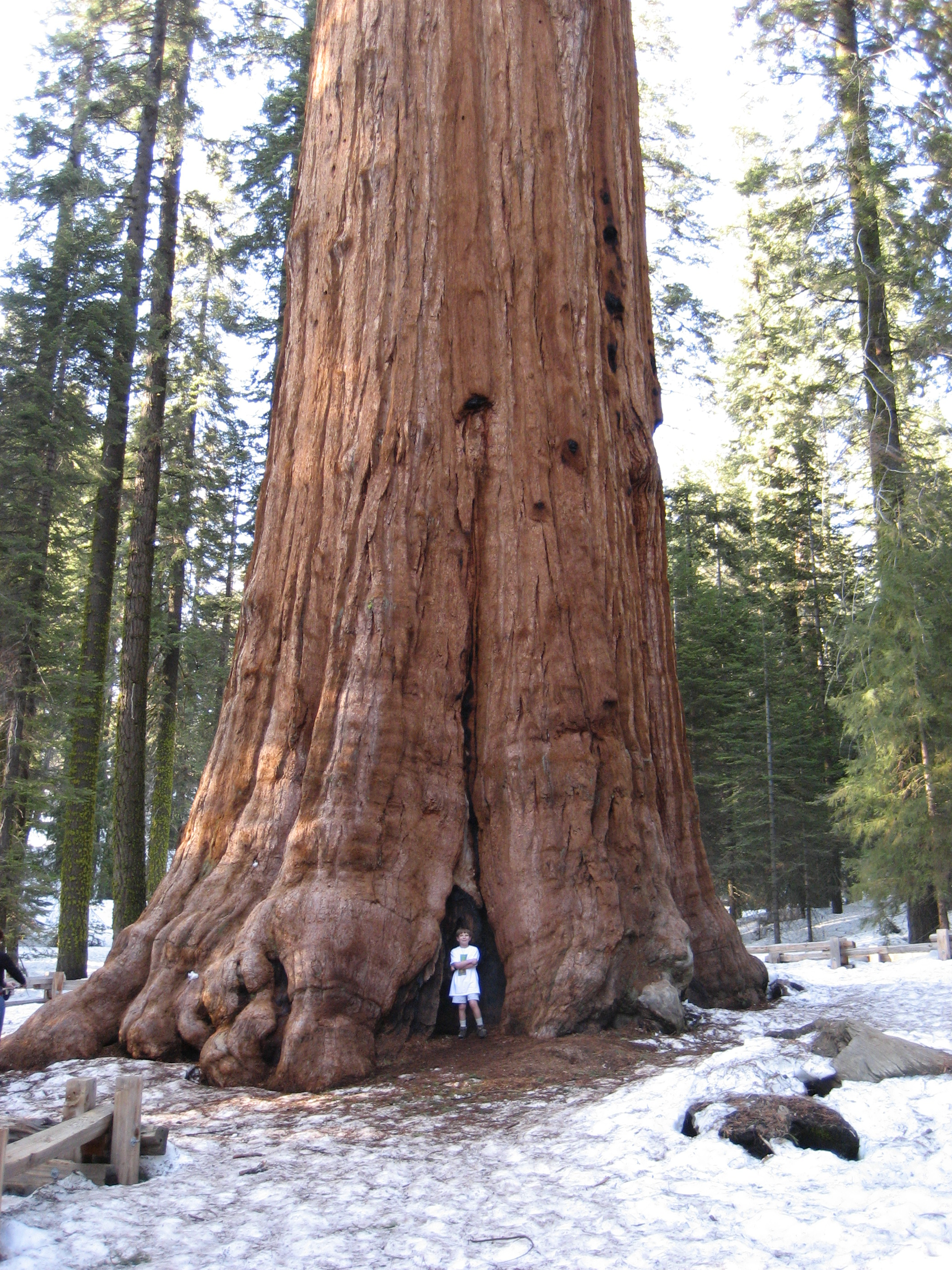
シャーマン将軍の木と子供

シャーマン将軍の木（シャーマンしょうぐんのき、General Sherman）は、アメリカ合衆国カリフォルニア州バイセイリアにあるセコイア国立公園内の原生林 Giant Forestに生えている、セコイアデンドロン（学名：Sequoiadendron giganteum）の巨木である。現存する世界最大の樹木とされ、高さは約83メートル、根元の直径は約11メートル。1487立方メートル（2002年時点）に及ぶ体積を持つことから、地球上で最も大きな生命体でもあると考えられている。樹齢はおよそ2200年で、古いセコイアの一つである。

## 概要
この名は、南北戦争における北軍の指導者ウィリアム・シャーマンに因んで、1879年に博物学者のジェームズ・ウォルバートンによって付けられた。ウォルバートンはシャーマンの指揮する第九インディアナ騎兵隊に中尉として参加していた。さらに、1880年代に近隣で設立された空想的社会主義者のコロニー Kaweah Colonyによって、“カール・マルクス”と名付けられたこともある。グラント将軍の木との間で世界一の座をめぐって論争になっていたが、体積を決定的要因として、1931年にシャーマン将軍の木が世界一の大きさを持つ木として認められた。
2006年1月、この木の最も大きかった枝が折れてしまった。当時周辺に人はいなかったが、このL字型の枝は直径がおよそ2メートル、長さが30メートル以上あり、落下した際にこの木を囲むフェンスを壊し、周囲の歩道に大きな跡を残した。この出来事はシャーマン将軍の木の健康上の異常を示すものではなく、枝が折れた当時にこの近辺を襲った嵐の強風に対して樹の全体が倒れることを回避する設計による現象ではないかと考えられている。また、この木の体積は枝を除いた概算で求められていたので、この枝の消失は世界一の座になんら影響を与えていない。
2021年の山火事では火が近くまで迫り、公園のスタッフや消防士らが根元をアルミニウム製カバーで包み類焼を防いだ。

## 測定値
| 地面からの高さ           | 83.8m |
| 地面の位置での周囲の長さ | 31.1m |
| 地面の位置での最大直径   | 11.1m |
| 地面から1.5m高での直径   | 8.25m |
| 地面から18m高での直径    | 5.3m  |
| 地面から55m高での直径    | 4.3m  |
| 最大の枝の直径           | 2.1m  |
| 一番低い枝までの高さ     | 39.6m |
| 平均樹冠幅               | 32.5m |